# Melaspileaceae
Melaspileaceae é uma família de fungos liquenizados pertencentes à  ordem Arthoniales (embora alguns autores prefiram considerar o taxon como em incertae sedis). A família é monotípica contendo apenas o género Melaspilea. As relações filogenéticas entre as espécies integradas neste taxon e os restantes Ascomycota são pouco conhecidas.

## Filogenia
O taxon apresenta as seguintes relações filogenéticas:

|                | Roccellaceae                 |
|                |                              |
| Melaspileaceae | \| \| Melaspilea \| \| \| \| |
|                | \| \| Melaspilea \| \| \| \| |
|                | Chrysothricaceae             |
|                |                              |
|                | Arthoniaceae                 |
|                |                              |
|                | Llimonaea                    |
|                |                              |
|                | Melaspilea                   |
|                |                              |

|  | Melaspilea |
|  |            |